# Сосе Майрик
Сосе Майрик (Сосе́ Майри́г, арм. Սոսէ Մայրիկ, Сосе Варданян) (1865 —1952, Александрия) — участница армянского национально-освободительного движения, жена лидера армянских федаинов Ахпюра Сероба. Её назвали Майрик (арм. — мать) фидаи Сероба за храбрость и материнское отношение к армянской молодежи.
Она участвовала во многих фидаинских сражениях, в 1899 г. в боях с турецким отрядом была ранена, пленена, отправлена в Битлис и вскоре освобождена (муж, его братья и сын Сосе и Сероба погибли). После Сасунской самообороны 1904 г. она перебралась в Ван и позже — на Кавказ. Другой её сын погиб во время резни в Карине. Умерла в Александрии (Египет). В 1990-е её прах с почётом был перезахоронен на военном кладбище Ераблур (Ереван).
О Сосе сложены песни.